# آيت حمو اوسعيد (آيت شارت)
آيت حمو اوسعيد هو دُوَّار يقع بجماعة موحى أوحمو الزياني، إقليم خنيفرة، جهة بني ملال خنيفرة في المملكة المغربية. ينتمي الدوّار لمشيخة آيت شارت التي تضم 3 دواوير. يقدر عدد سكانه بـ 551 نسمة حسب الإحصاء الرسمي للسكان والسكنى لسنة 2004.

## وصلات خارجية
- البوابة الوطنية للجماعات الترابية
- المندوبية السامية للتخطيط